# Рипакандида
Рипакандида (итал. Ripacandida) — коммуна в Италии, расположена в регионе Базиликата, подчиняется административному центру Потенца.
Население составляет 1767 человек, плотность населения составляет 54 чел./км². Занимает площадь 33 км². Почтовый индекс — 85020. Телефонный код — 0972.
Покровителями коммуны почитаются Пресвятая Богородица, а также святые Мариан из Ачеренцы, празднование 30 апреля, Донат из Ареццо, празднование 7 августа, Донателло из Рипакандиды, празднование 17 августа, святой Рокко, празднование 16 августа, а также святой Лаверий, празднование 17 ноября.